# Martin Bolik
Martin Bolik (* 13. Oktober 1965 in Bad Harzburg) ist ein deutscher Hörspielautor und Produzent.

## Leben

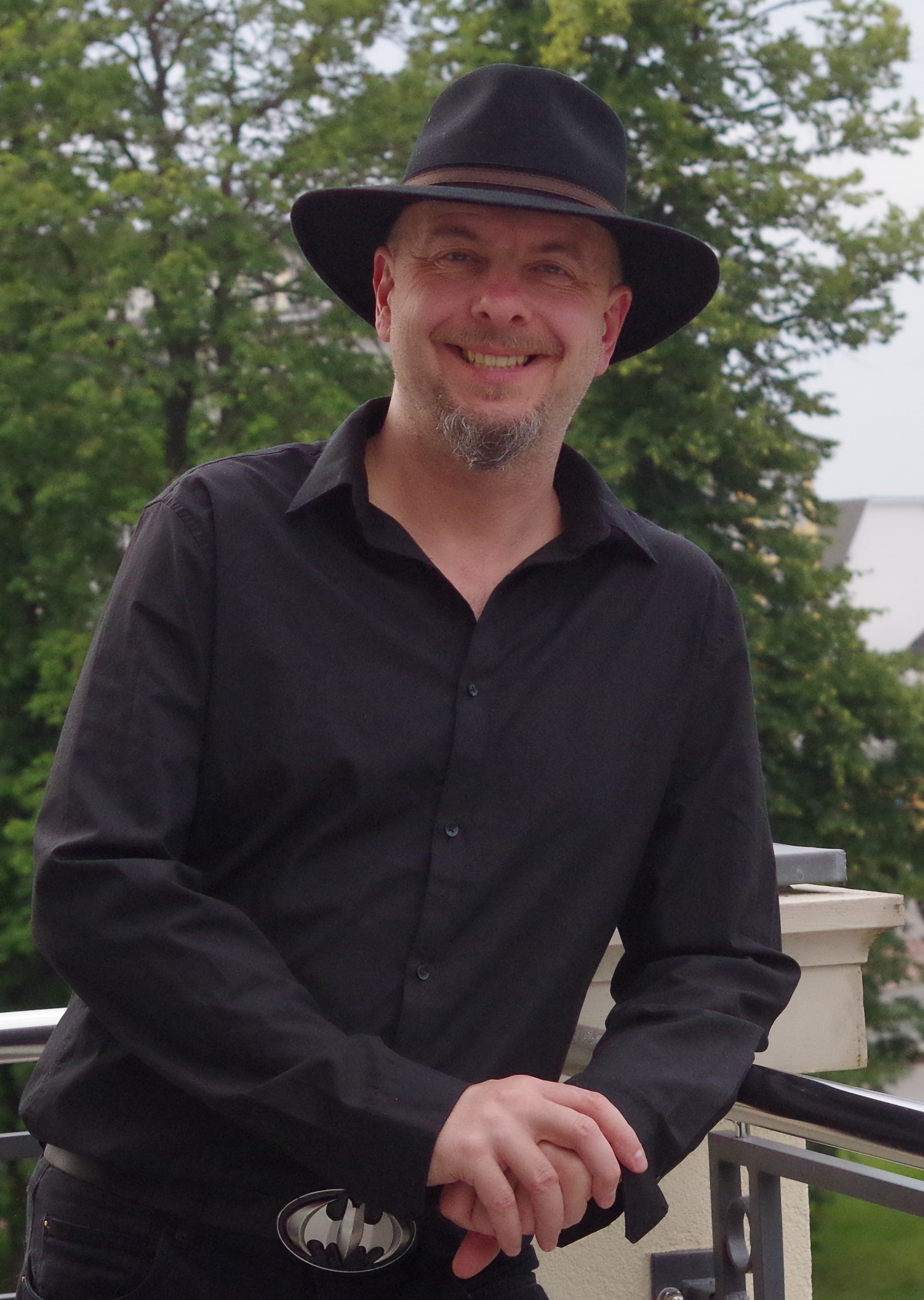
Martin Bolik im Garten des Storyteller-House in Wiedelah (2017)

Martin Bolik wuchs im Schmiedehaus seiner Vorfahren nahe Bad Harzburg auf. Nach ersten Fotoausstellungen während der Schulzeit in Goslar und Bad Harzburg studierte er Grafik-Design mit Diplomabschluss an der Hochschule für Bildende Künste Braunschweig und am Institut für Medienwissenschaft und Film, sowie „Fine Arts“ am Technikon Pretoria und Deutsch an der Universität Pretoria (Südafrika). Bolik arbeitete an Medien Projekten in Südafrika von 1989 - 1996 und lebt heute mit seiner Familie wieder in dem zum Storytellershouse umgebauten Schmiedehaus im Harz, sowie zeitweilig auf Usedom, wo er an Zeitgeschichts-Projekten arbeitet. 1996 gründete er mit seiner Mutter, der Autorin Erika Bolik, und Studienfreund Andreas Blum das Studio Regenbogen, das sich auf die Entwicklung und Produktion von Audioguides, Hörspielen, Radiosendungen und audiovisuellen didaktischen Programmen spezialisiert hat. Zudem führt er seit 2001 bundesweit medienpädagogische Kinder- und Jugendprojekte an Schulen, für Stiftungen, Verbände und in der von Andreas Blum geführten Kinderhilfsinitiative Children of Paradise durch.

## Schaffen
Internationale Aufmerksamkeit erhielt Martin Bolik erstmals 2001 mit seinem Kinofilm „Open Sky“, der auch im Fernsehen zum Kult avancierte und immer mal wieder in den öffentlich-rechtlichen Programmen der ARD und auf Kabel 1 zu sehen ist. Die Fortsetzung des als Serie geplanten Stoffes ist als Hörspiel produziert worden und bei Maritim sowie später bei Zweitausendeins erschienen. Martin Boliks internationales Buchprojekt „Der Zauberkoch“, welches er über mehrere Jahre im südafrikanischen Radio vorlas, produzierte er 2014 mit Heinz Hoenig, Sabine Kaack, Helmut Krauss, Eckart Dux uva. ebenfalls in Hörspielform. Der unter der Regie von Rolf Losansky unter Mitwirkung traumatisierter Jugendlicher entstandene erste Teil der Trilogie „Der Zauberkoch und die Schatten der Traumlosen“ wurde über 10 Wochen auf MDR Figarino ausgestrahlt und brach 2015 auf dem ARD Hörbuchforum der Leipziger Buchmesse einen Zuschauerrekord. Im selben Jahr erreichte die 3-CD -ox in den Hörspielcharts die Top Ten (vor Gregs Tagebuch) und Martin Bolik wurde in den Verlag der Autoren aufgenommen. 2016 schrieb Bolik die Fortsetzung: „Zeitschiff Unicorn – Flucht nach Pepperland“ mit Förderung der Film/Medienstiftung NRW. 2017 wurde dieser Teil im Studio Regenbogen produziert und als Sonderedition „Harz“ mit zwei geschichtlichen Zusatzkapiteln veröffentlicht. 2018 folgte eine bundesweite Tournee an historischen Handlungsorten des Hörspiels – u. a. im Wernigeröder Schloss, Bergwerken und Bergmannskapellen, sowie im Hans-Werner-Richter-Haus auf der Ostseeinsel Usedom. In Gastrollen zu hören waren u. a. Carlo von Tiedemann (NDR) und Andre Holst (MDR1). Neue Hauptrollen übernahmen Jessica Wahls und Santiago Ziesmer, die danach fest in der Serie verankert wurden. Die Songs in der Serie stammten erneut von Boliks langjährigem musikalischem Projekt-Begleiter, dem Musiker Volker Schlag (Brenner), sowie Jessica Wahls. Den Soundtrack produzierte Bolik mit Kompositionen von Volker Schlags Sohn Billy Ray Schlag und Klassik, die von Eddi Adam und dem Open Sky Orchester eingespielt wurde. Adam war auch schon für die Musik in Boliks Kinofilm „Open Sky“ verantwortlich.
2019 war Bolik im Rahmen seiner bundesweiten „Pepperland“ Tour mit zwei der jugendlichen Hauptsprecher im NDR zu Gast. Das 60-minütige Sendefeature unter dem Namen „Auf nach Pepperland“ wurde mehrfach auf NDR Info (Mikado) ausgestrahlt. Die Abschlussshow der ausverkauften Tour gastierte im Kaisersaal des ältesten Bahnhofs Deutschlands mit dem Spielmannszug Wiedelah und den Alt-Stars aus der Serie als Ehrengäste: Heinz Hoenig, Eckart Dux und Helmut Krauss. Im selben Jahr wurde Martin Bolik für die Beteiligung von Kindern und Jugendlichen an seiner Hörspielserie der Ehrenamtspreis des Landkreises Goslar verliehen. Die erneute Ausstrahlung und exklusiven Fortsetzung im MDR (MDR Tweens) von Juni 2019 – Januar 2021 „macht Martin Boliks Serie endgültig zu einem der erfolgreichsten unabhängigen deutschen Hörspiele…“, schrieb die Kulturpresse.
Eine erneute Sonderveranstaltung der Pepperland Tour auf der Leipziger Buchmesse im Rahmen der Verleihung des Kinderhörspielpreises in der Kongresshalle mit 10-köpfigem Ensemble – darunter die Unicorn Band mit Martin, Louis und Erik Bolik, sowie Jessica Wahls und Santiago Ziesmer musste aufgrund des ersten Corona-Lockdowns abgesagt werden.
Die im November 2020 veröffentlichte 4-CD-Box des bisherigen „Zeitschiff Unicorn“ Gesamtwerks mit neuen Episoden und Veränderungen in den Zeitlinien unter dem Titel „Krieg der Zeiten – wie alles begann“ stieß auf großes Interesse bei Radio und Fernsehsendern sowie im social network. Eine für den Dezember geplante MDR Schul-Tour wurde aus Sicherheitsgründen verschoben.
Parallel ging Martin Bolik mit dem dazugehörigen Romanentwurf auf bundesweite Tournee und entwickelte die Fortsetzung, welche später zu der Serie "Luke Wild von der Brockenbande führte". Im Rahmen der seit 2022 von Martin Bolik für den Harzer Tourismusverband produzierten Brockenbande-Podcast und Sagen startete die Fortsetzung der „Pepperland-Chroniken“ mit der Gegenwartsserie: „Luke Wild von der Brockenbande – Das Geheimnis von Sorgemoos“ (mit Feature im NDR). „Die Brockenbande“ erhielt 2023 den ADAC-Publikumspreis.
2024 startete die Kooperation mit dem EPV-Verlag für die Romanumsetzung der Pepperland-Chroniken unter dem Titel „Niemandszeit“. Veröffentlichung von Roman und Hörbuch (u. a. mit Santiago Ziesmer, die dt. Synchronstimme von „SpongeBob“) als Rabe „Pjotr“. Darin erzählt dieser die Kindheitsabenteuer von Luke Wilds Großvater in den Kriegswirren 1944/45 und darüber hinaus. Eine Zeitreise in die traumhafte, aber auch dramatische Kindheit von Erik Slowik auf der Flucht aus den Pommerellen in den Harz.
Boliks „Unicorn Band“ mit seinen Söhnen Erik und Louis sowie den Gaststars Santiago Ziesmer und Jessica Wahls bei größeren Events geht weiterhin regelmäßig mit der Serie Zeitschiff Unicorn auf Tournee. Oft wird das Ensemble dabei von regionalen Musikern und Orchestern begleitet.
Martin Bolik produziert zudem geschichtliche Hörspiele und „Hörspielwalks“ im Auftrag von Ländern, Regionen, Städten, Museen, Kulturverwaltungen und Kirchen.

## Werke

### Hörspiele
- Opensky. Vertrieb: Maritim, Medienvertrieb C.Hermann, Dortmund 2005, ISBN 3-938597-10-0.
- Der Zauberkoch und die Schatten der Traumlosen Vertrieb: Ideeal Verlag, Braunschweig 2015, ISBN 978-3-9804474-0-9.
- Zeitschiff Unicorn – Flucht nach Pepperland. Vertrieb: TimeZone Distribution, Osnabrück 2017–18, ISBN 978-3-00-059127-3.
- Zeitschiff Unicorn – Krieg der Zeiten. Vertrieb/Label: TimeZone Distribution, Osnabrück 2020, ISBN 978-3-00-067638-3
- Luke Wild von der Brockenbande – Das Geheimnis von Sorgemoos. Vertrieb/Label: TimeZone Distribution, Osnabrück 2025

### Single
- Du Bist Nicht Allein mit Jessica Wahls und Volker Schlag (Timezone, 2015)
- Pepperland – Songtext: Martin Bolik und Volker Schlag, Produziert von Volker Schlag, Interpret: LeuchtturmMusik (LeuchtturmMusik, 2025)

### Film
- OPEN SKY – Abenteuer eines zeitreisenden Hundes (NDR 2001)

### Radioshow
- Good Vibrations (seit 1992 in Südafrika und seit 1996 wöchentlich bei Okerwelle 104,6)[6]

## Auszeichnungen (Auszug)
- Dieter Baacke Preis für Medienpädagogik
- Ehrenamtspreis des Landkreises Goslar
- Die Brockenbande ADAC-Publikumspreis 2023
- Die Brockenbande erhielt 2023 den Tourismuspreis Sachsen-Anhalt in der Kategorie „Innovation“